# Prieuré de Saint-Cado
Le prieuré de Saint-Cado est un prieuré de la ville d'Auray, dans le Morbihan.

## Localisation
Le prieuré est situé au lieu-dit Le Reclus, sur la rive gauche du ruisseau du Reclus.

## Historique
Le prieuré de Notre-Dame-du-Mont (ou prieuré de Kerléano) est un prieuré de femmes fondé dans les années 1190 par la duchesse Constance, dépendant de l'abbaye Notre-Dame du Nid-au-Merle,. Le bénéfice de la chapelle, la maison et des deux tenues subsiste après le départ des religieuses vers 1240, rappelées à leur maison-mère, jusqu'à la Révolution.
La chapelle, dédiée à saint Cadou, est construite à la fin du XVIe siècle.
Les biens du prieuré sont confisqués en 1790 et une partie est acquise par la famille Cadoudal,.
La chapelle est inscrite au titre des monuments historiques par arrêté du 29 mai 1937. Les autres bâtiments, ainsi que les deux arbres du placître, sont inscrits par arrêté du 4 décembre 1945.

## Architecture
La chapelle présente un plan rectangulaire,. Son portail est sculpté dans un style mêlant le gothique flamboyant et l'architecture Renaissance,. Des animaux sont sculptés sur les rampants,. À l'intérieur, la nef présente, de chaque côté, des colonnes engagées.
Les bâtiments conventuels jouxtent la chapelle à son midi.

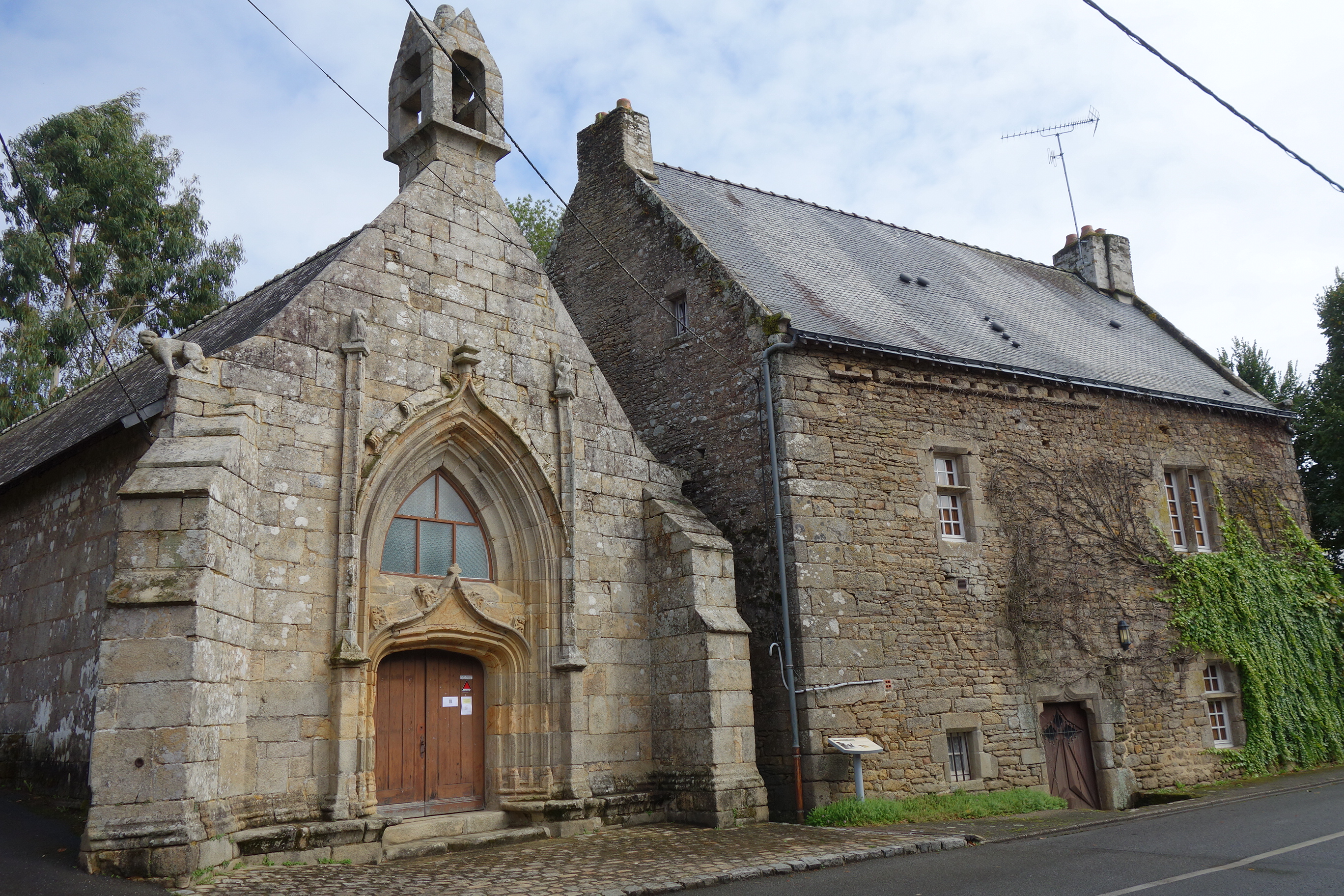
La chapelle et la maison conventuelle.

## Liste de prieures[2]
- Guillemette Le Prévost (1502-1516)
- Gabrielle de Morais (date inconnue-1550)
- Bonaventure de Villeneuve (1550-date inconnue)
- Marguerite du Couédor (date inconnue-1570)
- Marguerite de Montbourcher (1570)
- Michelle de la Haye (1570-1580)
- Perrine de Boisjourdan (1580-date inconnue)
- Jeanne de Launay (date inconnue-1601)
- Marguerite de la Chapelle (1602-1607)
- Marguerite Pitart (1607-après 1644)
- Anne Tuffin de la Roirie (1663-1724)
- Thérèse Anne Tuffin (1724-date inconnue)